# Low Energy Antiproton Ring

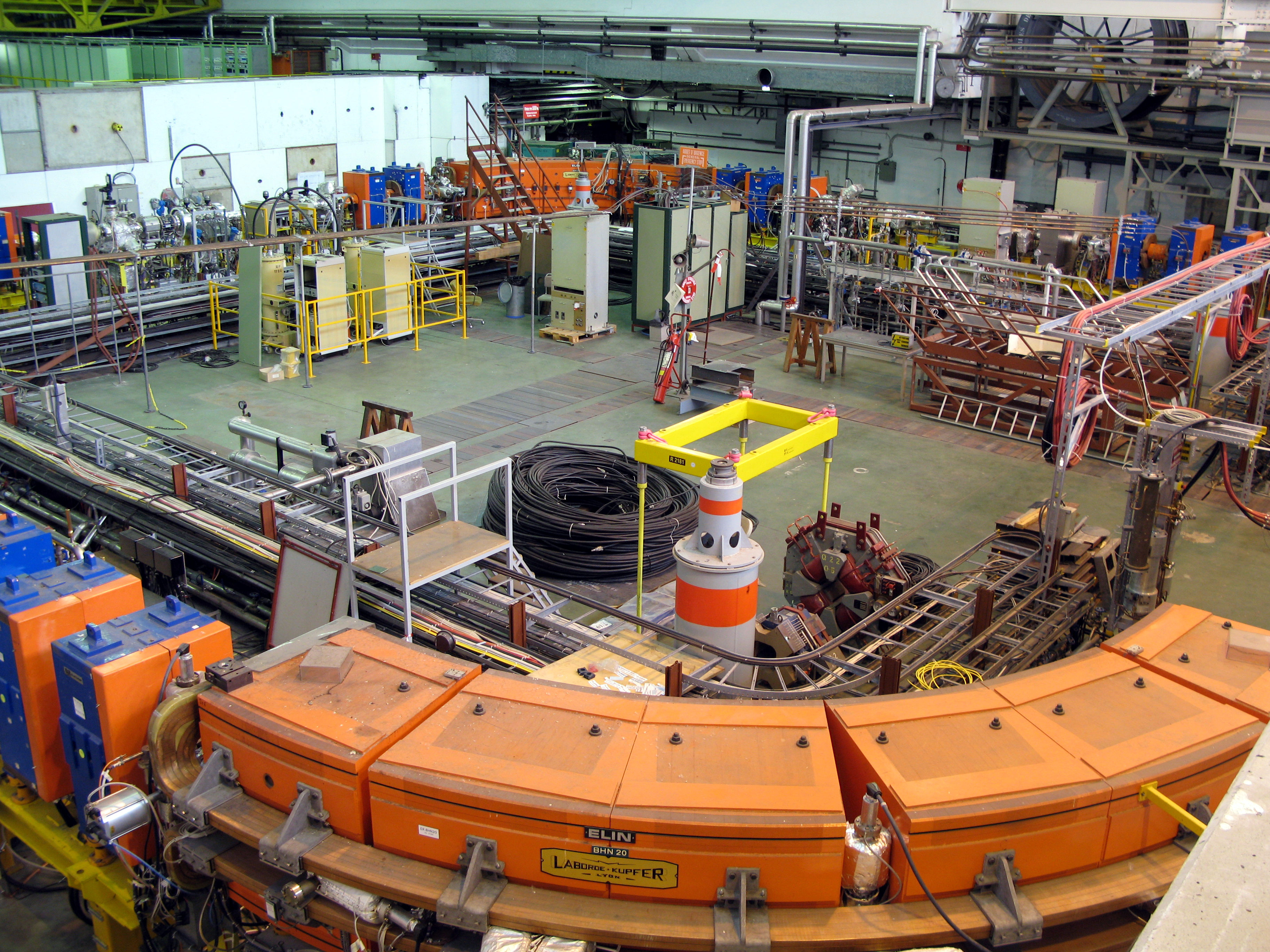
Foto del 2008: dal 2003 l'apparato sperimentale di LEAR è stato trasformato nell'anello di accumulazione di ioni pesanti Low Energy Ion Ring (LEIR)

Il Low Energy Anti-Proton Ring (LEAR) è stato un acceleratore di particelle al CERN di Ginevra dove ha operato uno degli esperimenti che ha permesso di studiare l'anti-idrogeno per la prima volta. L'acceleratore (o per meglio dire il "deceleratore" visto che rallentava gli antiprotoni)  è stato costruito nel 1982 e ha lavorato fino al 1996, quando è stato convertito nel Low Energy Ion Ring (LEIR).

## Funzionamento
Durante l'attività del LEAR, quattro apparati sperimentali - Proton Synchrotron (PS), Antiproton Collector (AC), Antiproton Accumulator (AA), e LEAR – lavoravano insieme per accumulare, raffreddare e decelerare antiprotoni da inviare agli esperimenti. Fasci di Protoni provenienti dall'acceleratore Proton Synchrotron venivano fatti scontrare con bersagli fissi per produrre antiprotoni. Quindi l'Antiproton Accumulator e l'Antiproton Collector accumulavano un numero sufficiente di antiprotoni prima di inviarli al LEAR. L'Antiproton Accumulator era stato costruito alla fine degli anni '70 per produrre e accumulare antiprotoni da inviare al Super Proton Synchrotron, che all'epoca funzionava da collisionatore protone-antiprotone. Nel 1986 al complesso venne aggiunto esternamente un anello denominato Antiproton Collector che permise di aumentare la produzione di antiprotoni di un fattore 10.

## Attività scientifica
Nel 1995 al LEAR venne osservata per la prima volta la produzione dell'anti-idrogeno all'interno dell'esperimento PS210. Vennero prodotti complessivamente 9 atomi di anti-idrogeno in volo a velocità pari circa alla velocità della luce. I segnali prodotti nei rivelatori erano inconfondibili, si trattava effettivamente di atomi che immediatamente subivano il processo di annichilazione materia-antimateria. Osservazioni simili furono registrate al Fermilab di Chicago nel 1997 da parte dell'esperimento E862.
Nel 1996 l'apparato sperimentale di LEAR è stato trasformato nel Low Energy Ion Ring (LEIR), entrato in funzione nel 2003. LEIR funziona da anello di accumulazione di ioni pesanti da inviare al Large Hadron Collider, il quale oltre a effettuare esperimenti di collisione protone-protone, effettua anche collisioni tra ioni di Piombo.
Dal 2000 la ricerca sull'anti-idrogeno prosegue al Deceleratore di antiprotoni, la nuova fabbrica di antimateria del CERN costruita come successore del LEAR.